# Київ-НПУ
Київ-НПУ — український футзальний клуб із Києва. Заснований в 1993 році і є найстарішим чоловічим футзальним клубом України, який продовжує свої виступи.

## Історія
«Київ-НПУ» — єдина команда, яка брала участь у всіх чемпіонатах України з футзалу. Окрім того, команда найбільшу кількість разів змінювала назву серед інших українських футзальних клубів. 
Історія «Київ-НПУ» почалася 26 березня 1993 року, коли на базі футбольної команди Інституту електрозварювання ім. Є. О. Патона був створений футзальний клуб «Зварник». У тому ж році цей колектив взяв участь у першому розіграші Кубка України з футзалу (7 квітня зустрівся з херсонським «Супутником»), а 26 вересня дебютував з новою назвою «Адамас» у першості України серед команд 1-ї ліги у двобої з рівненською «Случчю».
Серед еліти українського футзалу столична дружина (змінивши свою назву на «Кий-Політехнік») стала виступати з 1995 року. Саме на середину дев'яностих років припадають найкращі досягнення «політехніків»: вони двічі доходили до 1/4 фіналу розіграшу Кубка у 1994—1995 і 1995—1996 рр., а також зайняли 8-ме місце в третьому чемпіонаті України.
Після чотирьох сезонів виступів у вищій лізі через фінансових проблем киянам довелося покинути когорту найсильніших і сезон 1999/2000 команда провела в першій лізі. Однак уже в наступному сезоні 2000/2001 команда з новим спонсором і новою назвою, «Корпія-Політех», змогла повернутися в елітний дивізіон. Проте повернення у «вишку» виявилося нетривалим. У наступному сезоні столичний колектив, вкотре змінивши назву, зайняв останнє місце серед дев'яти учасників і на три роки покинув вищу лігу.
У сезоні 2004/2005 «Київ-Уніспорт» (цю назву команда отримала у 2003 році) зайняв в західній зоні першої ліги 2-ге місце, тим самим отримавши право виступити у фінальному турнірі серед шести найкращих колективів 1-ї ліги. Підсумкове місце виявилося скромним — 6-те, але це не завадило столичному клубу в наступному сезоні заявиться у Вищу лігу, в якому команда посіла 11-ту сходинку.
Сезон 2006/07 команда завершила на останньому 14-му місці і вилетіла в Першу лігу, у якій з перемінним успіхом грає й досі.
Крім основного складу, дублери «Київ-Уніспорт» брали також участь у першості України — серед команд другої ліги, де в сезоні 2001/2002 стали срібними призерами. Дитячі та юнацькі команди клубу регулярно виступали у першості України та різних турнірах у своїх вікових категоріях, стаючи переможцями та призерами всіляких Всеукраїнських та міських змагань із футзалу. Так, юнаки 1981 р. н. стали бронзовими призерами першості та фіналістами Кубка України, юнаки 1982 і 1985 р. н. — переможцями юнацьких першостей України.
Також у 2003—2005 рр. команда брала участь у чемпіонаті України з пляжного футболу.

## Титули та досягнення
- Срібний призер чемпіонату України з футзалу у 2-й лізі («Кий-2») 2000/2001
- Переможець всеукраїнського турніру з футзалу присвяченого 10-річчю МФК «Рівне» та дню фізичного виховання і спорту (м. Рівне) 2003 р.
- Переможець турніру «Кубок Героїв Чорнобиля» (м. Черкаси) 2003 р.
- Переможець міжнародного турніру T.I.F.E. Christophe Brisset (м. Шапелль-сюр-Едре, Франція) 2010 р.[2]
- Переможець турніру з футзалу «Студентська Євровесна 2012»[3]
- Переможець турніру присвяченого 85-річчю київського «Динамо» (2012 р.)[4]
- Переможець Кубку м. Києва з футзалу серед ВНЗ 2013 р.[5]
- Срібний призер міжнародного турніру «Кубок Київської Русі» (м. Київ) (2): 1995, 1996 рр.
- Срібний призер міжнародного турніру з пляжного футболу «Кубок Чорного моря» (м. Іллічівськ) 2003 р.
- Срібний призер 1-го Всеукраїнського турніру з футзалу «Кубок Губернатора Запорізької області» (м. Запоріжжя) 2004 р.
- Бронзовий призер турніру «Кубок Визволення» (м. Харків) 2001 р.
- Бронзовий призер 5-го чемпіонату України серед ВНЗ (м. Дніпропетровськ) 2005 р.
- Бронзовий призер Всеукраїнської літньої Універсіади (м. Суми) 2005 р.
- Бронзовий призер міжнародного турніру «Кубок Великого Дніпра» (м. Запоріжжя) 2005 р.
- Бронзовий призер міжнародного турніру Hummel Cup (м. Брно, Чехія) 2010 р.[6]

## Хронологія назв
| Сезон               | Турнір                            | Назва                           |
| ------------------- | --------------------------------- | ------------------------------- |
| 1992/1993           | Кубок України з футзалу           | «Зварник»                       |
| 1993/1994           | Перша ліга                        | «Адамас»                        |
| 1994/1995           | Перша ліга, Вища ліга (2-ге коло) | МФК «Кий-Адамас»                |
| 1995/1996           | Вища ліга                         | МФК «Кий»                       |
| 1996/1997—1998/1999 | Вища ліга                         | МФК «Кий-Політехнік»            |
| 1999/2000           | Перша ліга                        | МФК «Кий»                       |
| 2000/2001           | Вища ліга                         | МФК «Корпія-Політех»            |
| 2001/2002           | Вища ліга                         | МФК «Кий»                       |
| 2002/2003           | Перша ліга                        | Футзальний клуб «Київ-НТУУ»     |
| 2003/2004—2009/2010 | Вища та Перша ліги                | Футзальний клуб «Київ-Уніспорт» |
| 2010/11—...         | Перша ліга                        | Футзальний клуб «Київ-НПУ»      |

## Найкращі вихованці клубу
| - Микола Давиденко 1972 р. н. - Ігор Листопад 1974 р. н. - Віталій Брунько 1976 р. н. - В'ячеслав Листопад 1976 р. н. - Віталій Нестерук 1979 р. н. - Сергій Шевченко 1982 р. н. - Сергій Чепорнюк 1982 р. н. | - Микола Вахабов 1985 р. н. (триразовий чемпіон України серед спортсменів із вадами слуху) - Віктор Пантелейчук 1985 р. н. - Максим Коробка 1985 р. н. - Вадим Іванов 1985 р. н. - Дмитро Іванов 1985 р. н. |

## Відомі гравці
- Руслан Хоботов